# ИГЯБФЗ Росатома
Институт глобальной ядерной безопасности и физической защиты Росатома (ИГЯБФЗ Росатома) — ведущее учебное заведение Росатома по обучению и переподготовке кадров и  специалистов  ядерно-опасных объектов Атомной промышленности России, Федеральных органов исполнительной власти, военных и специальных ведомств и иных организаций по программам дополнительного профессионального образования в области антитеррористического обеспечения, комплексной глобальной безопасности, включая физическую защиту, ядерную и радиационную безопасность, защиту государственной тайны,  экономическую и информационную безопасность, вопросам гражданской обороны, мобилизационной готовности, предупреждение и ликвидации последствий  ядерных и радиационных аварий, предупреждение и ликвидация чрезвычайных ситуаций, нераспространение ядерного оружия, ядерных материалов и радиоактивных веществ,  готовность к противодействию различным террористическим проявлениям.:2
Считается одним из четырёх ведущих учебных заведений в России, осуществляющих подготовку и переподготовку кадров в области защиты информации.Решением ФСТЭК России — МСУЦ и в последующем ИГЯБ был определен ведущим учебным центром в области защиты государственной тайны, а по заключению МАГАТЭ — центром наилучшей практики в области физической ядерной безопасности.Является международным учебно-методическим центром по подготовке специалистов государств — членов СНГ  и других заинтересованных государств в области учета, контроля и физической 
защиты ядерных установок, обнаружения ядерных материалов и радиоактивных веществ, ядерной криминалистики и реагирования на ядерные инциденты с применением ядерных материалов и радиоактивных веществ.:3
Деятельность МСУЦ принесла ему известность не только в России, но и за рубежом. В рамках международного сотрудничества Росатома с Министерством энергетики США в области учёта, контроля и физической защиты ядерных материалов, МСУЦ с 1997 года активно взаимодействует с национальными лабораториями США. Основными направлениями сотрудничества являются: разработка и проведение учебных курсов по вопросам физической защиты ядерных материалов и объектов
С 2001 года МСУЦ сотрудничает с Международным агентством по атомной энергии (МАГАТЭ). На базе МСУЦ создан Центр для иностранных граждан из стран-участниц МАГАТЭ, где проводятся Международные учебные курсы для зарубежных специалистов из 17 стран: Армении, Белоруссии, Болгарии, Вьетнама, Египта, Индии, Испании, Китая, Литвы, Малайзии, Мексики, Польши, России, США, Украины, Франции, Швеции. В рамках курса слушатели изучают практические вопросы эксплуатации систем физической защиты ядерных объектов
МСУЦ является методическим центром для предприятий Росатома по вопросам, касающимся организации и эксплуатации технических средств физической защиты (ТСФЗ) ядерных и оборонных объектов. Центр также занимается испытаниями, оценкой и проведением сертификации технических средств физической защиты, консультационными, экспертными и внедренческими работами в интересах Оборонных и Ядерно-опасных объектов.

## История
В 1993 году с целью сохранения опыта повышения квалификации кадров в области организации защиты государственной тайны, охраны важных государственных объектов и осуществления деятельности гражданской обороны в атомной отрасли: Минатом России, Министерство безопасности Российской Федерации и Гостехкомиссия России вышли с совместным предложением в Правительство Российской Федерации о создании на базе Специальной кафедры — Федерального государственного учреждения Межотраслевого специального учебного центра (ФГУ МСУЦ).
Методическое руководство ФГУ МСУЦ было возложено на правопреемника Второго Главного управления МСМ СССР — Департамент защиты информации, ядерных материалов и объектов Минатома России. Учебно-методическая деятельность осуществлялась в тесном взаимодействии с Гостехкомиссией при Президенте России. Проф.-преподавательский и руководящий состав ФГУ МСУЦ по штату занимали старшие офицеры действующего резерва ФСБ, МВД и Министерства обороны.
6 мая 1993 года постановлением Правительства России был создан ФГУ МСУЦ. Одновременно с преобразованием Специальной кафедры в Межотраслевой специальный учебный центр на базе ключевых профильных циклов были созданы обособленные кафедры:
- Цикл Гражданской обороны был преобразован в Спецкафедру ГО, ЧС и мобилизационной готовности — руководитель полковник Еганов Ю. В.;
- Цикл ТСО и Цикл Охраны объектов были объединены в Спецкафедру физической защиты объектов — руководитель полковник Котельников В. Н.;
- Цикл ПДИТСР и Цикл ЗГТ были объединены в Спецкафедру технической защиты информации — руководитель полковник Волобуев С. В.

## Структура
- Спецкафедра по гражданской обороне, аварийным и чрезвычайным ситуациям;
- Спецкафедра физической защиты объектов;
- Спецкафедра технической защиты информации;
- Центр для иностранных граждан из стран-участниц МАГАТЭ;
- Международные учебные курсы МАГАТЭ;
- Антитеррористический центр защиты ядерных объектов и материалов;[1]:3
- Центр испытания и сертификации (ЦИС);
- Сертификационный экспертный центр Технических средств охраны (СЭЦ ТСО);
- Орган сертификации Технических средств охраны (ОС ТСО);
- Учебно-испытательный комплекс технических средств физической защиты (УИК ТСФЗ);
- Испытательная лаборатория ТСО;
- Лаборатория электромагнитных испытаний ТСО;
- Лаборатория стендовых и функциональных испытаний ТСО;
- Лаборатория испытаний функциональных характеристик, в том числе определение зоны обнаружения ТСО;
- Лаборатория испытаний на воздействие внешних климатических факторов ТСО;
- Лаборатория испытаний на воздействие внешних механических факторов ТСО;
- Лабораторию испытаний на электромагнитную совместимость ТСО;
- Лаборатория по изучению функциональных характеристик различных внутренних средств обнаружения;
- Лаборатория методов защиты информации от утечки по различным техническим каналам;
- Учебно-испытательный полигон по изучению функциональных характеристик различных периметровых средств обнаружения и системы охранного телевидения;
- Учебно-испытательный павильон управления системой охранного телевидения;
- Учебно-тренировочный комплекс для обучения сил ведомственной охраны

## Деятельность
- Обеспечение информационной  безопасности;
- Обеспечение экономической безопасности, планирование и проведение антикоррупционных мероприятий;
- Повышение безопасности особо важных и других объектов в области антитеррористического обеспечения атомной отрасли Российской Федерации, обеспечения комплексной глобальной безопасности объектов Российской Федерации, государств - членов СНГ и других заинтересованных государств;
- Внедрение эффективных мер защиты государственной, коммерческой и служебных тайн;
- Защиты сведений, составляющих государственную и коммерческую тайну и иных сведений ограниченного распространения, включая организацию и ведение шифровальной деятельности;
- Противодействия иностранным техническим разведкам и защиты информации от утечки по техническим каналам;
- Учет, контроль и физическая защита ядерно-, взрыво - и химически-опасных установок и иных объектов;
- Обеспечение сохранности делящихся химически - и взрывоопасных материалов и веществ;
- Организация и осуществление работ по противодействию диверсионно-террористических актов;
- Обеспечения и организация гражданской обороны, мобилизационной подготовки, пожарной и промышленной безопасности, предупреждение и ликвидация аварий и их последствий на ядерно опасных объектах;
- Ядерная криминалистика[1]:4,5

## Включение центра вМИФИ
C 11 марта 2011 года в соответствии с распоряжением Правительства Российской Федерации № 380 — р на базе Межотраслевого специального учебного центра создаётся — Институт глобальной ядерной безопасности, который будет входить в качестве отдельной структуры (филиала) в Национальный исследовательский ядерный университет — МИФИ Институт глобальной ядерной безопасности продолжит заниматься теми же задачами что и Межотраслевой специальный учебный центр, а именно: ядерная и радиационная безопасность, аварийная готовность, физическая защита ядерных материалов и радиоактивных веществ, учёт и контроль ЯМ и РВ (ядерные материалы и радиоактивные вещества), защита информации, регулирование и надзор.
В 2013 году на базе ИГЯБ под эгидой Офиса ядерной защищённости МАГАТЭ проходил Международный учебный курс по Инспектированию средств физической защиты (СФЗ) на ядерных установках (International Training Course on Physical Protection Inspections at Nuclear Facilities). В учебном курсе принимали участие специалисты 16 стран: Армении, Болгарии, Бразилии, Венгрии, Вьетнама, Египта, Ирана, Испании, Литвы, Пакистана, России, Румынии, Словении, Украины, Франции и ЮАР.
На Международной конференции МАГАТЭ по физической ядерной безопасности (ФЯБ): «Активизация глобальных усилий» проходившей в Вене 1 июля 2013 года — ИГЯБ был назван международным центром наилучшей практики в области ФЯБ, чьи услуги и опыт востребованы, в том числе другими центрами такого рода в России и за рубежом. Было решено продолжать практику организации курсов по ФЯБ в ИГЯБ под эгидой МАГАТЭ, а также увеличивать их число и расширять тематику.
С 15 по 26 июня 2015 года в ИГЯБ проводился Международный учебный курс МАГАТЭ «Инспектирование СФЗ» (International Training Course on Physical Protection Systems Inspections), по изучению практических вопросов организации и проведения проверок систем физической защиты ядерных объектов. В учебном курсе принимали участие специалисты 14 стран: Армении, Бразилии , Египта, Индонезии, Ирана, Ирака, Иордании, Мексики, США, Таиланда, Турции, Узбекистана, ЮАР и Японии.

## ЧОУ ДПО ИГЯБФЗ ГК «Росатом»
В декабре 2015 года на базе ИГЯБ при НИЯУ МИФИ создаётся  — Институт глобальной ядерной безопасности и физической защиты ГК «Росатом»
В марте 2016 года в ИГЯБФЗ ГК «Росатом» был проведен 1-й учебный курс: «Антитеррористическая защищенность объекта/территории», по изучению антитеррористической защищенности на ядерных объектах отрасли. В курсе приняли участие представители ГК «Росатом» и Министерства энергетики Республики Беларусь. Помимо преподавателей ИГЯБФЗ ГК «Росатом», учебные занятия со слушателями проводились специалистами Департамента физической защиты и охраны объектов ГК «Росатом» и Антитеррористического Центра государств-участников СНГ.

## Слияние с ЦИПК
8 августа 2017 года произошло слияние ЦИПК Росатома  и  ИГЯБИФЗ Росатома под общим названием Техническая академия Росатома («ТАР»). ИГЯБИФЗ как отдельная структура «ТАР» продолжит заниматься теми же вопросами чем и занималась до слияния.

## Руководители
- 1993 по 2000 гг. — полковник Сериков, Владимир Николаевич;
- 2000 по 2007 гг. — полковник Смирнов Николай Алексеевич,
- 2007 по 2011 гг. — полковник Барабанов Юрий Александрович;
- 2011 по 2016 гг. — д.т.н., профессор Агапов, Александр Михайлович
- 2016 по 2017 гг. — полковник Олейник Михаил Михайлович
- С 2017 года — Смольский Алексей Николаевич